# Dee Bradley Baker
Dee Bradley Baker, właśc. Ned Bradley Barker (ur. 31 sierpnia 1962 w Indianie) – amerykański aktor, najczęściej głosowy, rzadko występujący przed kamerą. Udzielał głosu w serialach Ben 10, Młodzi Tytani i Fineasz i Ferb.
Urodził się w Indianie, a wychował się w Greeley w stanie Kolorado. W wieku dziewięciu lat pracował w musicalach, operach i sztukach by stanąć w Colorado College. Studiował tam filozofię, biologię i język niemiecki. Po college’u pojechał do Los Angeles i zaczął pracować jako aktor głosowy. Po raz pierwszy pseudonim „Dee” i drugie imię oraz nazwisko pojawiło się w filmie Legends of the Hidden Temple.

## Filmografia
| Seriale        | Seriale                                  | Seriale | Seriale                     |
| Rok            | Tytuł                                    | Rola | Notatki                     |
| -------------- | ---------------------------------------- | --- | --------------------------- |
| 1968           | Astro Boy                                | Trashcan |                             |
| 1970           | Łabędzie nutki                           | Luise |                             |
| 1988           | Felix the Cat: The Movie                 | ? |                             |
| 1996           | Wyspa doktora Moreau                     | Stworzenie wokalnych efektów |                             |
| 1996           | Kosmiczny mecz                           | Kaczor Daffy, Diabeł Tasmański, Bull |                             |
| 1997           | Koty nie tańczą                          | ? |                             |
| 1997–1999      | Krowa i Kurczak                          | Tata | Rola główna                 |
| 1997–1999      | Jam Łasica                               | Jolly Roger |                             |
| 1999–2000      | Mike, Lu i Og                            | Og, Goat | Rola główna                 |
| 1999–2002      | Dzięciołek Woody – nowe przygody         | Nicky Woodpecker, Pan Hippopotamus |                             |
| 1999-aktualnie | SpongeBob Kanciastoporty                 | Pan Eugeniusz Harold Krab, (1 odcinek w zastępie), Skalmir Maminsyn |                             |
| 2000           | Tom Sawyer                               | Rebel |                             |
| 2001–2002      | Ach, ten Andy!                           | Pan Larkin, Martin Bonwick | Tylko sezon pierwszy        |
| 2001–2003      | Strażnicy czasu                          | Austrian General, Babies, Local 2 |                             |
| 2001–2007      | Mroczne przygody Billy’ego i Mandy       | ojciec Mandy |                             |
| 2001–2017      | Wróżkowie chrzestni                      | Remy Mocmakaski, Elmer, Sanjay |                             |
| 2002           | Wehikuł czasu                            | Morlock |                             |
| 2002–2008      | Kryptonim: Klan na drzewie               | Numer 4, Duży, Toaletor, Pan Mors | Główna rola i pozostałe     |
| 2003–2006      | Lilo i Stich                             | David Kawena |                             |
| 2003–2006      | Młodzi Tytani                            | Plasmus, Larry, Cinderblock, Overload, Soto, Dog, Wildebeest, Silkie, Ternion, Glgrdsklechhh, Werebeast, Wrex, Sports Announcer, Xinthos Announcer, Dignified Host, Space Monster, Guardian, Moroccan Thief, Andre Le Blanc, Gnarrk, Tramm, Jericho |                             |
| 2003–2006      | Martin Tajemniczy                        | Boogeyman, Blackwater Ghost |                             |
| 2004           | Scooby-Doo 2: Potwory na gigancie        | Zombie, Szkielet z Czerwonym Okiem, Duch 10 000 Woltów |                             |
| 2004           | Świt żywych trupów                       | Zombie |                             |
| 2004–2006      | W.I.T.C.H. Czarodziejki                  | Cedric, Aldarn, Martin, Frost, Gargoyle, Sniffer, Huggles, Khor |                             |
| 2004–2007      | Danny Phantom                            | Walker, obserwator #1, Mikey, Gregor |                             |
| 2004–2008      | Opowieści z Kręciołkowa                  | Dostawca pizzy, Wujek Zooter |                             |
| 2005           | Xiaolin – pojedynek mistrzów             | Jessie Bailey | Rola gościnna, 1 odcinek    |
| 2005–2007      | Podwójne życie Jagody Lee                | Gus, Racatan, Barasafer, Mitch the Enchanted Rhino, Taylor Evermore, Boomfist, Fishmonger, Dr. Termino |                             |
| 2005–2008      | Awatar: Legenda Aanga                    | Bizon Appa, Lemur Momo, Aktor Ozai |                             |
| 2005–2008      | Ben 10                                   | Cash, Elf Eryk, Carl Tennyson, Limaxy, Wielki kleszcz, Ex, Kwaśny Oddech, Dzikopysk, Mucha, Gała |                             |
| 2005-aktualnie | Amerykański tata                         | Klaus Heissler | Główna rola                 |
| 2006           | Asterix i wikingowie                     | Dogmatix, SMS | Angielska wersja            |
| 2006–2008      | Nowa szkoła króla                        | ? |                             |
| 2006–2009      | Wymiennicy                               | Johnny Hitswell |                             |
| 2006-aktualnie | Złota Rączka                             | Turner |                             |
| 2007           | Amerykański smok Jake Long               | Puka Puka | Rola gościnna               |
| 2007           | Wojownicze żółwie ninja                  | |                             |
| 2007           | Ben 10: Tajemnica Omnitrixa              | Dzikopysk, Gała, Jeden z załogi Vilgaxa, Więzień #1 |                             |
| 2007           | Ben 10: Wyścig z czasem                  | Dzikopysk |                             |
| 2007–2015      | Fineasz i Ferb                           | Pepe Pan Dziobak, Pinki Pan Cziłała, Zebra | Główna rola i pozostałe     |
| 2008           | Straceni chłopcy 2                       | Wampir |                             |
| 2008           | Gwiezdne wojny: Wojny klonów             | Captain Rex, Commander Cody, Clone Troopers |                             |
| 2008–2010      | Ben 10: Obca potęga                      | Nadistoty, Ufo-zbiry, Szlamfire, Gigantozaur, Łebkrab, Jet Ray, Echo Echo, Upchuck, Waybig (Największy), Kulopłot |                             |
| 2008–2020      | Gwiezdne wojny: Wojny klonów             | Kaptain Rex, Komandor Cody, Clone Troopers |                             |
| 2008–2011      | Batman: Odważni i bezwzględni            | Clock King, Jason Blood / Etrigan, Brother Eye, GPA Operative, Fisherman, Professor Malachi Zee, Tin, Professor Milo, Animal-Vegetable-Mineral Man, Starro Titan, Haunted Tank, Madniks, Bug-Eyed Bandit, Mister Atom, Misfit |                             |
| 2008–2011      | Ni Hao Kai Lan                           | Pan Sun |                             |
| 2008–2015      | Pingwiny z Madagaskaru                   | ? |                             |
| 2009           | Bionicle: Odrodzenie legendy             | Bone Hunters, Skrall, Vorox |                             |
| 2009           | Załoga G                                 | Plujka |                             |
| 2009           | Ben 10: Alien Swarm                      | Wszyscy kosmici | Dubbing wszystkich kosmitów |
| 2009–2014      | Fanboy i Chum Chum                       | Scampers, Chris Chuggy, Mike, Precious Pig, Sprinkles |                             |
| 2009-aktualnie | Przystanek dżungla                       | Lance | Rola główna                 |
| 2010           | Akwalans                                 | Wujek Pendleton | Rola gościnna               |
| 2010           | Scooby Doo i Brygada Detektywów          | Franklin | Rola gościnna               |
| 2010           | Scooby Doo: Abrakadabra-Doo              | Sherman |                             |
| 2010           | Scooby Doo: Wakacje z duchami            | Ranger Knudsen, Woodsman, Fishman, Spectre |                             |
| 2010           | Ostatni władca wiatru                    | Appa, Momo |                             |
| 2010           | Zemsta futrzaków                         | ? |                             |
| 2010–2018      | Pora na przygodę!                        | Panna Jednorożek |                             |
| 2010–2012      | Ben 10: Ultimate Alien                   | TV Narrator, Gigantozaur/Ultimate Gigantozaur, Łebkramb, Jetray, Bivalvan, Chromaton, Pajęczarz/Ultimate Pajęczarz, Echo Echo/Ultimate Echo Echo, Wielki Ziąb/Ultimate Wielki Ziąb, Abczak, Kulopłot/Ultimate Kulopłot, Way Big, Nanomech, Polarny, Goop, Siódmy Siódmy, Szlamfajer/Ultimate Szlamfajer, Wodna Rana, Andreas, Terrawiatr, P'andor, Energia, Pancekopacz, Ra'ad, Pickaxe Aliens, Ssserpent, Four Arms (16-letni Ben), Computron, Psyphon, Amphibian, Heatblast, Wildmutt, Stinkfly, Barry, Harvey Hackett |                             |
| 2011           | Fineasz i Ferb: Podróż w drugim wymiarze | Pepe Pan Dziobak | Główna rola                 |